# Condado de Jafa e Ascalão
O Condado de Jafa e Ascalão (ou Condado de Jaffa e Ascalon) foi um dos quatro mais poderosos senhorios que compreendiam o principal estado cruzado, o Reino de Jerusalém, de acordo com o cronista João de Ibelin do século XIII (os outros três eram o Principado da Galileia, o Senhorio de Sídon e o Senhorio da Transjordânia). Era um condado "duplo", composto pelos feudos de Jafa e de Ascalão, localizado entre a costa do mar Mediterrâneo e a cidade de Jerusalém.

## História
A cidade de Jafa foi tomada e fortificada em 1100 por Godofredo de Bulhão, nas conquistas subsequentes à Primeira Cruzada. Reivindicada por Dagoberto de Pisa, o primeiro patriarca latino de Jerusalém, permaneceu no entanto parte do domínio real até 1110. Nesta data Balduíno I de Jerusalém ofereceu Jafa e os seus territórios adjacentes a Hugo de Le Puiset, em um domínio chamado Condado de Jafa.

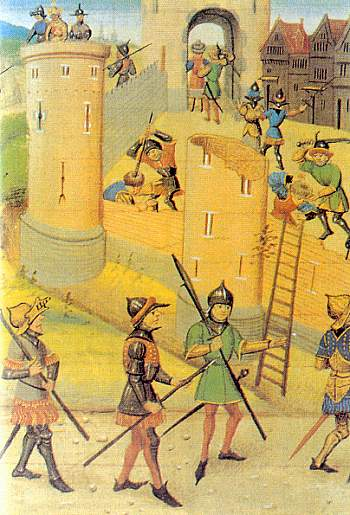
Ataque de Saladino a Jafa (Biblioteca do Arsenal, Paris)

Quando Hugo II rebelou-se contra o rei Fulque em 1134, o condado foi dividido em pequenos feudos, e a cidade de Jafa voltou ao domínio real. Pouco depois os territórios foram oferecidos em apanágio ao segundo filho de Fulque, Amalrico. Quando o primeiro filho de Fulque, rei Balduíno III, conquistou Ascalão em 1153, esta cidade e os seus domínios foram adicionados ao feudo de Amalrico, iniciando-se a designação de Condado de Jafa e Ascalão.
Desde então o condado alternou por diversas vezes entre fazer parte do domínio real ou ser oferecido para usufruto de familiares próximos dos reis de Jerusalém - incluindo esposos (como Inês de Courtenay e Amalrico II), filhos, irmãos, sobrinhos (Sibila com Guilherme de Monferrato e depois com Guido de Lusignan). Durante este período, fornecia geralmente rendas para um ou mais membros dos descendentes do primeiro casamento de Amalrico I.
Em 1221 foi oferecido a Gualtério IV de Brienne pelo seu tio, o rei consorte João de Brienne. Gualtério era casado com uma neta do falecido rei consorte Amalrico II, que ficara na posse do condado como sucessor de seu irmão, o rei consorte Guido de Lusignan. A cerca de 1250 foi concedido a um ramo da família Ibelin mas, com  a captura de Jafa por Baibars em 1268, os condes tornaram-se puramente titulares. No século XV o título voltaria a ser atribuído pelo rei, na altura Jaime II de Chipre e Jerusalém, a outra família, na pessoa de Juan Perez Fabrice, capitão catalão do Reino de Chipre. Posteriormente tornar-se-ia em um título da República de Veneza.

## Vassalos
Na lógica do sistema feudal, o Condado de Jafa e Ascalão era vassalo do Reino de Jerusalém, mas era suserano de outros territórios:
- Senhorio de Ramla
- Senhorio de Ibelin
- Senhorio de Mirabel (tecnicamente separado do anterior, mas também domínio dos Ibelin).

## Condes de Jafa e Ascalão
- c. 1100 - Rogério e Geraldo
  - 1100-1110 - domínio real
- 1110-1118 - Hugo I, primo direito de Balduíno II de Jerusalém
- 1118-1122 - Alberto de Namur, segundo marido da viúva de Hugo I
- 1122-1134 - Hugo II, filho de Hugo I (confiscado)
  - 1134-1151 - domínio real
- 1151-1163 - Amalrico I, irmão do rei Balduíno III
  - 1163-1176 - domínio real (a esposa divorciada de Amalrico I, Inês de Courtenay, recebia parte das rendas)

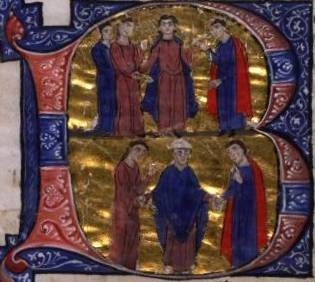
Noivado e casamento de Sibila de Jerusalém com Guido de Lusignan (Historia de Guilherme de Tiro e continuação, século XIII)

- 1176-1177 - Guilherme de Monferrato, jure uxoris com Sibila (filha de Amalrico com Inês, irmã do rei Balduíno IV)
- 1177-1180 - Sibila de Jerusalém
- 1180-1186 - Guido de Lusignan jure uxoris com Sibila
  - 1186-1191 - domínio real
- 1191-1193 - Godofredo de Lusignan, irmão de Guido
- 1193-1197 - Amalrico II, irmão de Guido, depois rei consorte
  - 1197-1208 - domínio real
- 1208-1209 - Hugo I de Chipre com a sua esposa Alice de Champagne
  - 1209-1221 - domínio real
- 1221-1244 - Gualtério IV de Brienne, sobrinho do rei João de Brienne e marido de uma neta de Amalrico II
- 1250-1266 - João de Ibelin, neto de Balião de Ibelin
- 1266-1268 - Jaime de Ibelin, filho do anterior

Em 1268, os mamelucos conquistaram os territórios do condado, pelo que os condes passaram a ser apenas titulares.

## Condes titulares
| - 1268-1276 - Jaime de Ibelin - 1276-1304 - Guido de Ibelin, nobre cipriota, irmão do anterior - 1304-1316 - Filipe de Ibelin, filho do anterior - 1316-1349 - Hugo de Ibelin, senescal cipriota, irmão do anterior - 1349-1352 - Balião II de Ibelin, filho do anterior - 1352-1365 - Guido de Ibelin, irmão do anterior - 1365-1367 - João de Ibelin, filho do anterior - 1367-1375 - Maria de Ibelin (com Regnier le Petit em 1375) - 1439-1463 - Tiago de Flory, governador do reino de Chipre (primeiro-ministro) - 1463-1473 - João Perez Fabrice, capitão catalão das galeras de Chipre - 1473-1474 - Luís Perez Fabrice, filho menor do anterior - 1474-1510 - Jorge Contarini, primo de Catarina Cornaro, última rainha de Chipre, que vendeu o reino à República de Veneza em 1489 - 1510-1560 - Tomás Contarini, filho do anterior - 1560-1578 - Giorgio II Pietro Domenico Contarini, filho do anterior | Após a conquista de Chipre pelo Império Otomano em 1570, o conde perdeu os feudos cipriotas associados ao título de Conde de Jafa e Ascalão. Conde de Jafa tornou-se em um título nobiliárquico estritamente veneziano, desassociado de terras quer no Levante, quer em Chipre. - 1578-1617 - Tommaso II Contarini, filho do anterior - 1617-1630 - Giulio Contarini, filho do anterior - 1630-1675 - Tommaso III Contarini, provedor extraordinário da Dalmácia, filho do anterior Com a morte do último conde sem ter gerado descendência, o título e as prerrogativas associadas a este passaram para um ramo mais novo dos Contarini, descendente do conde Giorgio II. - 1675-1684 - Frederico Contarini, primo do anterior, sem descendência - 1684-1714 - Angelo Contarini, sobrinho do anterior - 1714-1756 - Giorgio III Contarini, filho do anterior - 1756-1783 - Alvise Contarini, senador, filho do anterior - 1783-1810 - Alvise II Giorgio Contarini, senador, filho do anterior, sem descendência - 1810-1817 - Alvise III Angelo Contarini del Zaffo, irmão do anterior - 1817-? - Alvise IV Gaspare Contarini del Zaffo, filho do anterior |